# 529 př. n. l.

## Události
- Čínský stát Wu dobyl stát Zhoulai.

## Úmrtí
- Perská říše – Kýros II. (*mezi 590–580 př. n. l.)

## Hlavy států
- Perská říše – Kambýsés II. (530–522 př. n. l.)